# Coupe de Belgique féminine de football
Cet article concerne la compétition féminine. Pour l'équivalent masculin, voir Coupe de Belgique de football.
La Coupe de Belgique féminine de football est une compétition de football féminin créée en 1977. 
Le club le plus souvent vainqueur est le RSC Anderlecht avec 10 victoires, le club bruxellois est aussi celui qui a disputé le plus de finales : 18.
Astrio Begijnendijk, qui a gagné les trois premières coupes organisés, et Sinaai Girls sont les deux seuls clubs à l'avoir emporté trois fois consécutivement.

## La compétition
La Coupe de Belgique de football féminin débute en août avec des tours qualificatifs (4) jusqu'en novembre, puis lors des huitièmes de finale, les six clubs de la Super League entrent en lice. La finale se déroule en avril.

## Histoire
En 1976, il y a une Coupe de Belgique officieuse remportée par le Standard de Liège face à l'Astrio Begijnendijk.

## Palmarès
| Édition                | Année | Équipe 1                                                  | Équipe 2                                                  | Score                                                     |
| ---------------------- | ----- | --------------------------------------------------------- | --------------------------------------------------------- | --------------------------------------------------------- |
| 1re                    | 1977  | Astrio Begijnendijk                                       | Standard Fémina de Liège                                  | 0 - 0 (7 - 6 tab)                                         |
| 2e                     | 1978  | Astrio Begijnendijk                                       | Sefa Dames Herentals                                      | 1 - 1 (4 - 3 tab)                                         |
| 3e                     | 1979  | Astrio Begijnendijk                                       | Lady's Scherpenheuvel                                     | 3 - 0                                                     |
| 4e                     | 1980  | Sefa Dames Herentals                                      | Herk Sport                                                | 2 - 1                                                     |
| 5e                     | 1981  | Cerkelladies Bruges                                       | Lady's Scherpenheuvel                                     | 2 - 0                                                     |
| 6e                     | 1982  | RW Dames Herentals                                        | Standard Fémina de Liège                                  | 4 - 0                                                     |
| 7e                     | 1983  | Herk Sport                                                | RW Dames Herentals                                        | 3 - 2                                                     |
| 8e                     | 1984  | Brussel Dames 71                                          | Astrio Begijnendijk                                       | 2 - 0                                                     |
| 9e                     | 1985  | Brussel Dames 71                                          | FC 't Rozeke Ekeren-Donk                                  | 4 - 0                                                     |
| 10e                    | 1986  | Standard Fémina de Liège                                  | Eva's Kumtich                                             | 3 - 0                                                     |
| 11e                    | 1987  | Brussel Dames 71                                          | RW Dames Herentals                                        | 2 - 1                                                     |
| 12e                    | 1988  | Herk Sport                                                | DVC Kuurne                                                | 4 - 0                                                     |
| 13e                    | 1989  | Standard Fémina de Liège                                  | Brussel Dames 71                                          | 2 - 0                                                     |
| 14e                    | 1990  | Standard Fémina de Liège                                  | Brussel Dames 71                                          | 1 - 1 (3 - 2 tab)                                         |
| 15e                    | 1991  | Brussel Dames 71                                          | Standard Fémina de Liège                                  | 2 - 1                                                     |
| 16e                    | 1992  | Herk Sport                                                | Standard Fémina de Liège                                  | 2 - 0                                                     |
| 17e                    | 1993  | Herk Sport                                                | KFC Rapide Wezemaal                                       | 1 - 2                                                     |
| 18e                    | 1994  | RSC Anderlecht                                            | Herk Sport                                                | 3 - 0                                                     |
| 19e                    | 1995  | Standard Fémina de Liège                                  | RSC Anderlecht                                            | 3 - 1                                                     |
| 20e                    | 1996  | RSC Anderlecht                                            | Elen Standard                                             | 4 - 1                                                     |
| 21e                    | 1997  | KFC Rapide Wezemaal                                       | Sinaai Girls                                              | 3 - 0                                                     |
| 22e                    | 1998  | RSC Anderlecht                                            | VC Dames Eendracht Alost                                  | 4 - 1                                                     |
| 23e                    | 1999  | KFC Rapide Wezemaal                                       | RSC Anderlecht                                            | 1 - 3                                                     |
| 24e                    | 2000  | VC Dames Eendracht Alost                                  | Eva's Kumtich                                             | 7 - 0                                                     |
| 25e                    | 2001  | Sinaai Girls                                              | KFC Rapide Wezemaal                                       | 1 - 4                                                     |
| 26e                    | 2002  | VC Dames Eendracht Alost                                  | Eva's Kumtich                                             | 4 - 1                                                     |
| 27e                    | 2003  | VC Dames Eendracht Alost                                  | KFC Rapide Wezemaal                                       | 1 - 8                                                     |
| 28e à Bruxelles        | 2004  | RSC Anderlecht                                            | KFC Rapide Wezemaal                                       | 1 - 1 (1 - 3 tab)                                         |
| 29e à Bruxelles        | 2005  | RSC Anderlecht                                            | DVC Zuid-West Vlaanderen                                  | 3 - 0                                                     |
| 30e à Bruxelles        | 2006  | KFC Rapide Wezemaal                                       | Standard Fémina de Liège                                  | 3 - 6                                                     |
| 31e à Bruxelles        | 2007  | KFC Rapide Wezemaal                                       | DVC Zuid-West Vlaanderen                                  | 3 - 0                                                     |
| 32e à Bruxelles        | 2008  | KVK Tirlemont                                             | RSC Anderlecht                                            | 1 -1 (5 - 4 tab)                                          |
| 33e à Bruxelles        | 2009  | Sinaai Girls                                              | Standard Fémina de Liège                                  | 2 - 0                                                     |
| 34e à Bruxelles        | 2010  | Sinaai Girls                                              | RSC Anderlecht                                            | 1 - 1 (4 - 3 tab)                                         |
| 35e à Bruxelles        | 2011  | Lierse SK                                                 | Sinaai Girls                                              | 1 - 2                                                     |
| 36e à Louvain          | 2012  | Lierse SK                                                 | Standard Fémina de Liège                                  | 2 - 3                                                     |
| 37e à Tubize           | 2013  | Waasland Beveren-Sinaai Girls                             | RSC Anderlecht                                            | 0 - 3 (a.p.)                                              |
| 38e à Waasland-Beveren | 2014  | Standard de Liège                                         | Club Bruges KV                                            | 5 - 0                                                     |
| 39e à Waasland-Beveren | 2015  | Lierse SK                                                 | Club Bruges KV                                            | 1 - 0                                                     |
| 40e à Westerlo         | 2016  | Lierse SK                                                 | RSC Anderlecht                                            | 2 - 1                                                     |
| 41e à Malines          | 2017  | RSC Anderlecht                                            | AA Gand Ladies                                            | 1 - 3                                                     |
| 42e à Eupen            | 2018  | KRC Genk Ladies                                           | Standard de Liège                                         | 0 - 2                                                     |
| 43e à Denderleeuw      | 2019  | AA Gand Ladies                                            | Standard de Liège                                         | 2 - 0                                                     |
| 44e                    | 2020  | RSC Anderlecht                                            | Standard de Liège                                         | Non jouée                                                 |
| 45e                    | 2021  | Compétition arrêtée en raison de la pandémie de Covid-19. | Compétition arrêtée en raison de la pandémie de Covid-19. | Compétition arrêtée en raison de la pandémie de Covid-19. |
| 46e à Malines          | 2022  | RSC Anderlecht                                            | Standard de Liège                                         | 3 - 0                                                     |
| 47e à Sclessin         | 2023  | Standard de Liège                                         | KRC Genk                                                  | 3 - 0 (a.p.)                                              |
| 48e à Louvain          | 2024  | Oud-Heverlee Louvain                                      | Club YLA                                                  | 1 - 1 (2 - 4 tab)                                         |
| 49e à Louvain          | 2025  | RSC Anderlecht                                            | Standard de Liège                                         | 0 - 1                                                     |
| 50e à préciser         | 2026  |                                                           |                                                           |                                                           |

## Bilan par clubs
| Club                                    | Victoires | Finales |
| --------------------------------------- | --------- | ------- |
| RSC Anderlecht                          | 11        | 21      |
| Standard de Liège                       | 10        | 18      |
| KFC Rapide Wezemaal                     | 6         | 8       |
| Waasland Beveren-Sinaai Girls           | 3         | 6       |
| Astrio Begijnendijk                     | 3         | 4       |
| AA Gand Ladies                          | 2         | 2       |
| RW Dames Herentals                      | 2         | 5       |
| VC Dames Eendracht Alost                | 2         | 4       |
| Lierse SK                               | 2         | 4       |
| DVC Eva's Tirlemont                     | 1         | 3       |
| Club YLA                                | 1         | 3       |
| Cerkelladies Bruges                     | 1         | 1       |
| VV Rassing Harelbeke                    |           | 3       |
| Lady's Scherpenheuvel                   |           | 2       |
| KRC Genk Ladies                         |           | 2       |
| Elen Standard, FC 't Rozeke Ekeren-Donk |           | 1       |
| Oud-Heverlee Louvain                    |           | 1       |

## Statistiques
- Le plus grand nombre de victoires : 11 pour le RSC Anderlecht
- Le plus grand nombre de finales perdues : 9 pour le RSC Anderlecht
- Le plus grand nombre de finales consécutives : 5 pour le Standard de Liège entre 2018 et 2023.
- Le nombre de clubs ayant disputé la finale : 17
- Le plus grand nombre de buts : 9, KFC Rapide Wezemaal-VC Dames Eendracht Alost, 8-1 en 2003 et KFC Rapide Wezemaal-Standard Fémina de Liège, 3-6 en 2006
- Le plus petit nombre de buts : 0, Astrio Begijnendijk-Standard Fémina de Liège, 0-0 en 1977
- Le plus grand écart de buts : 7, KFC Rapide Wezemaal-VC Dames Eendracht Alost, 8-1 en 2003 et VC Dames Eendracht Alost-Eva's Kumtich, 7-0 en 2000
- Le nombre de finales s'étant terminées aux tirs au but : 7, Astrio Begijnendijk-Standard Fémina de Liège (0-0 en 1977), Astrio Begijnendijk-Sefa Dames Herentals (1-1 en 1978), Standard Fémina de Liège-Brussel Dames 71 (1-1 en 1990), KFC Rapide Wezemaal-RSC Anderlecht( 1-1 en 2004), KVK Tirlemont-RSC Anderlecht (1-1 en 2008), Sinaai Girls-RSC Anderlecht (1-1 en 2010), Oud-Heverlee Louvain-Club YLA (1-1 en 2024)